# 95 (число)
95 (дев'яно́сто п'ять) — натуральне число між  94 та  96.

## У математиці
- 95 — 11-кутове число
- Недостатнє число
- Напівпросте число
- 95 ділиться на 1, 5, 19.

## У науці
- Атомний номер  америцію
- А95 — Жовта гарячка. (Див. МКХ-10).

## В інших областях
- 95 рік, 95 рік до н. е., 1995 рік
- 95 глава Біблії — 5-й розділ книги  Левіт (Ваїкра).
- 95 сура Корану — «Смоківниця».
- 95 департамент Франції — Валь-д'Уаз.
- ASCII-код символу «_»
- Операційна система Windows 95
- У  чотках, що використовуються в багаї, 95 зерен
- 95 тез Мартіна Лютера